# Richard Carew (Ritter)
Sir Richard Carew of Beddington (* um 1469; † 23. Mai 1520) war ein englischer Ritter.

## Leben
Er entstammte der Familie Carew und war der Sohn von James Carew und dessen Gattin Eleanor Hoo (* um 1450), Tochter des Thomas Hoo, 1. Baron Hoo († 1455).
Er war Gutsherr von Beddington Place in Beddington, Surrey, und diente als Sheriff von Surrey.
Er kämpfte bei der Niederschlagung des kornischen Aufstandes von 1497 in der Schlacht von Blackheath und wurde nach der Schlacht von König Heinrich VII. in London zum Knight Bachelor geschlagen.
Unter Heinrich VIII. kämpfte er in Frankreich, war 1513 Kommandeur der Artillerie bei der Belagerung von Tournai und wurde nach der Schlacht bei Guinegate zum Knight Banneret geschlagen. Nach der Einnahme von Tournai wurde er 1513 zum Lieutenant der Festung Calais ernannt.
Nach seinem Tod, 1520, wurde er in der Carew Chapel der St. Mary’s Church in Beddington bestattet.

## Ehe und Nachkommen
1490 heiratete er als deren dritter Gatte Malyn (auch Madgalen, † 1544), Tochter des Sir Robert Oxenbridge, Witwe des Arthur Darcy und des John Cheney. Mit ihr hatte er fünf Kinder:
- Sir Nicholas Carew (um 1496–1539)
- Margaret Carew ⚭ John St. John (um 1495–1576)
- Elizabeth Carew
- Mary Carew ⚭ Sir William Pelham (1468–1538)
- Anne Carew